# John Dolmayan
John Dolmayan (örményül: Ջոն Դոլմայան) (Libanon, Bejrút, 1973. július 15. –) örmény származású amerikai dobos és zeneszerző. A System of a Down és a Scars on Broadway zenekarok dobosa.

## Előélete és karrierje
John Dolmayan Bejrútban született. Nem sokkal később, még gyermekkorában, családjával együtt elköltöztek Libanonból, és miután Torontóban éltek egy ideig, onnan Kaliforniába költöztek.
Dolmayan érdeklődése a dobok iránt, állítása szerint, már kétéves korában megmutatkozott. Édesapja is zenész volt, szaxofonon játszott. Édesanyja többször elvitte fiát apja fellépéseire, és John már ilyenkor a zenekar dobosát utánozta. Többórás napi gyakorlással fejlesztette magát és több stílust is megpróbált elsajátítani a dobon. Így alakította ki a saját stílusát.
Dolmayan rajongója a The Who-nak, és egyik legfontosabb őt ért hatásaként az együttes dobosát, Keith Moont nevezte meg. Továbbá szintén fontos hatásaként említi John Bonhamet (Led Zeppelin), Stewart Copelandet (The Police), valamint Neil Peartöt (Rush). Szereti a jazzt is.

## System of a Down
John Dolmayan 1997-ben csatlakozott a SOAD-hoz, az eredeti dobos, Ontronik "Andy" Khachaturian kiválása után. Öt albumot rögzített eddig a zenekarral.
2006-ban megnyerte a DRUM! Magazine Év Dobosa címét, valamint szerepelt az újság 2008 szeptemberi kiadásában.
Dolmayan jelenleg a Systemmel játszik, zenekara visszatérő turnéján.

## Scars on Broadway
Miután a System 2006-ban pihenőre küldte a zenekart, Dolmayan és a System gitárosa, Daron Malakian egy új zenekarban, a Scars on Broadwayben folytatták a zenélést.
Az együttes első albuma, a cím nélküli Scars on Broadway, 2008 nyarán jelent meg.

## Egyéb projektek
Dolmayan vendégként dobolt a Scum of the Earth 2004-es debüt lemezén pár számban, emellett játéka hallható Serj Tankian, Elect the Dead című nagylemezén, valamint az Axis of Justice által kiadott koncertlemezen is.
2009 novemberében Dolmayan a Deftones által rendezett segélykoncerten játszott systemes társaival, Daron Malakiannal és Shavo Odadjiannal, a Chi Cheng (Deftones basszer) felépülésére rendezett segélykoncerten.

## Lemezei
| - System of a Down (1998) - Toxicity (2001) - Steal This Album! (2002) - Mezmerize (2005) - Hypnotize (2005) - Scars on Broadway (2008) | - Elect the Dead (2007) - Axis Of Justice: Concert Series Volume 1 (2004) - Blah...Blah...Blah...Love Songs for the New Millennium (2004) |
| | Lásd még: System of a Down-diszkográfia                                                                                                   |

## Hangszerei
Tama dobok
Tama Starclassic Bubinga
- 10"×8" Tom
- 12"×9" Tom
- 14"×11" Tom
- 18"×16" Floor Tom
- 22"×18" Bass Drum
- 14"×6" Warlord Masai Snare

Paiste cintányérok
- 14" RUDE Hi-Hat
- 18" Signature Full Crash
- 20" Signature Full Crash
- 24" 2002 Crash
- 24" RUDE Mega Power Ride
- 10" Signature Splash

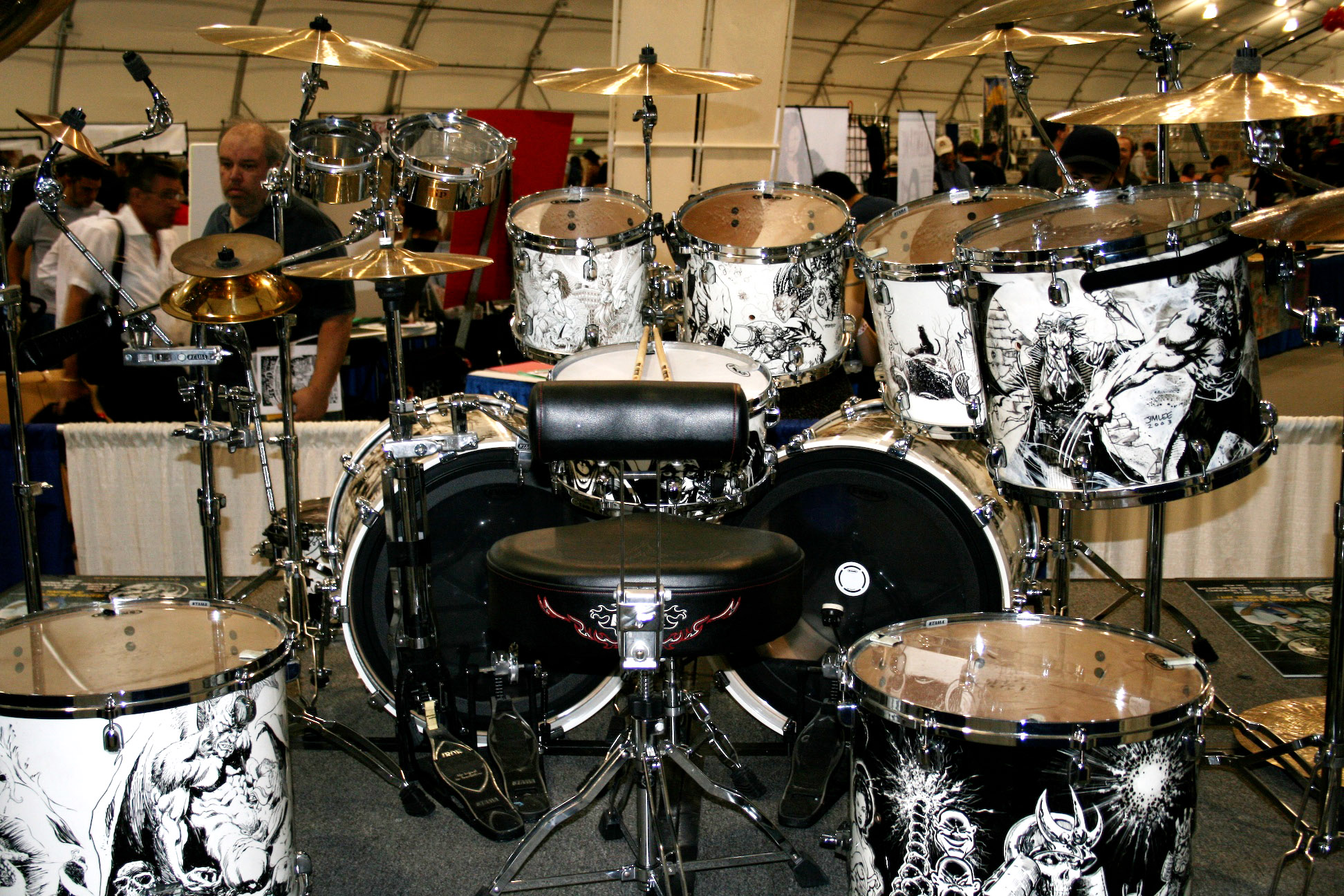
Dolmayan dobszettje

- 22" Traditionals Medium Light Swish

Vic Firth ütők
- John Dolmayan Signature 16" length, .585" diameter

## Díjai
- 2002-ben Grammy-díj-ra jelölték a "Chop Suey!" című számukat a Legjobb Metal Előadás kategóriában.
- 2005-ben a System of a Down megnyerte első Grammy-díját a "B.Y.O.B."-vel a Legjobb Hard Rock Előadás kategóriában.
- 2006-ban megnyerték az MTV Good Woodie Award-ot a "Question"-nel.
- 2007-ben Grammy-díjra jelölték a "Lonely Day" című számukat a Legjobb Hard Rock Előadás kategóriában.